# Livgardets dragonmusikkår

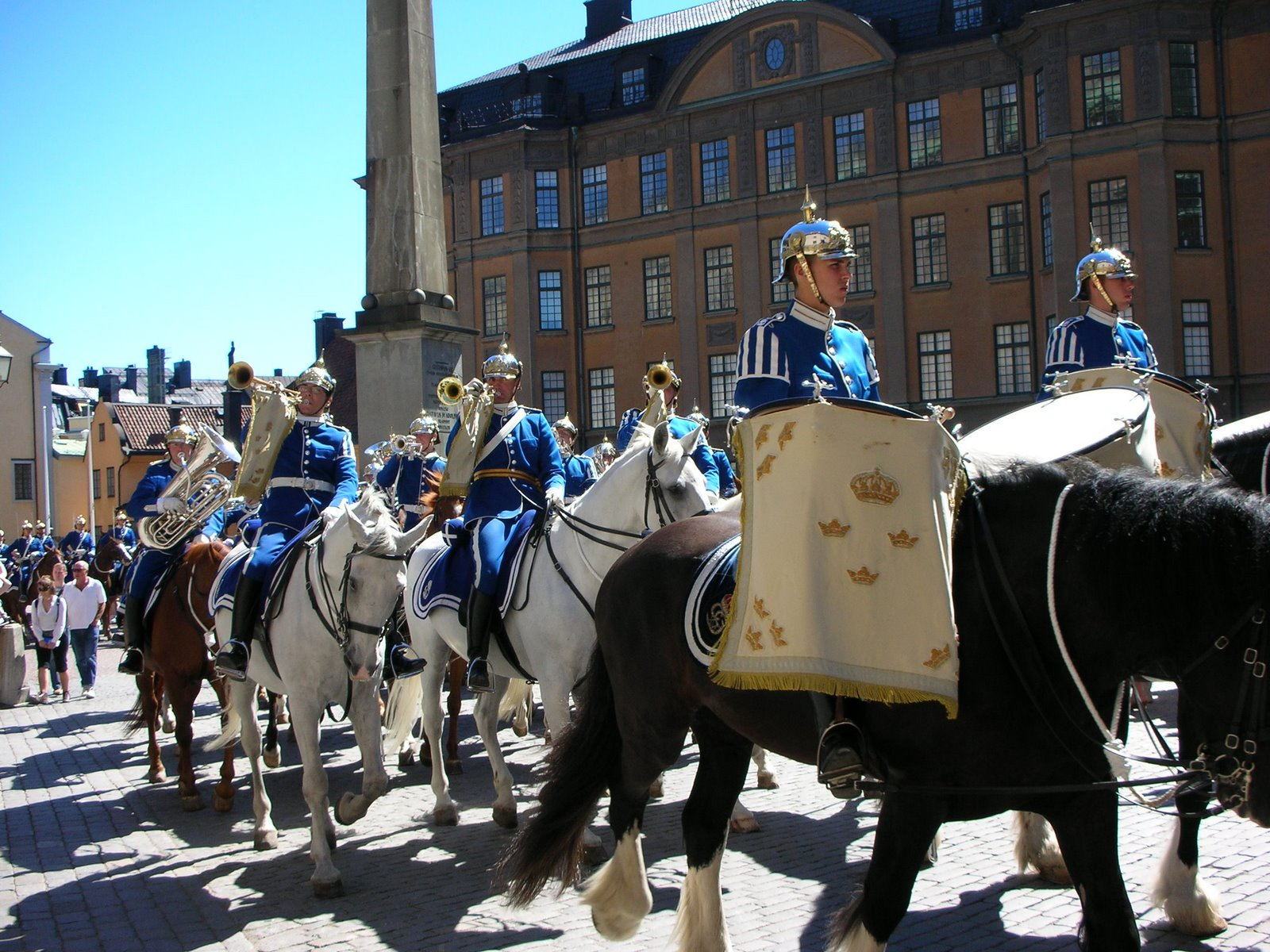
Livgardets dragonmusikkår

Das Livgardets dragonmusikkår, kurz LDK (deutsch Trompeterkorps der Leibgarde zu Pferd), ist das berittene Blasmusikkorps der schwedischen Leibgarde zu Pferde in Stockholm und damit eines der drei Musikkorps der Livgarde. Es wird zusammen mit der Leibschwadron des Leibbataillons der Leibgarde für den protokollarischen Ehrendienst zu Pferd eingesetzt. Hierzu zählen das Staatszeremoniell des Königs, der Regierung, des Reichstags und der Generalität sowie Paraden bei der Wachablösung. Auch Konzerte mit Blasorchester sowie mit kleineren kammermusikalischen Besetzungen gehören zum Betätigungsfeld. Im Trompeterkorps dienen 30 Musiker, die analog zum Leibschwadron mit der Paradeuniform m/1895 der Leibgarde zu Pferd ausgestattet sind. Führungskommando für den Militärmusikdienst der Schwedischen Wehrmacht ist der Stab Militärmusik Försvarsmusiken (FöMus).

## Allgemeines
Das Trompeterkorps, die Leibschwadron und 80 Pferde sind seit dem 14. September 1897 in der Kavalleriekaserne in Stockholm einquartiert. Das Trompeterkorps nimmt jährlich an etwa 150 Vorführungen teil, von denen etwa 45 berittene Wachparaden sind. Sie nehmen einen festen Platz im Musikleben Stockholms ein, zum Beispiel mit regelmäßigen Konzerten in der Berwaldhalle und dem Konserthuset. 2014 wurde das Trompeterkorps in Afghanistan und 2014 im Kosovo für musikalische Zwecke eingesetzt.

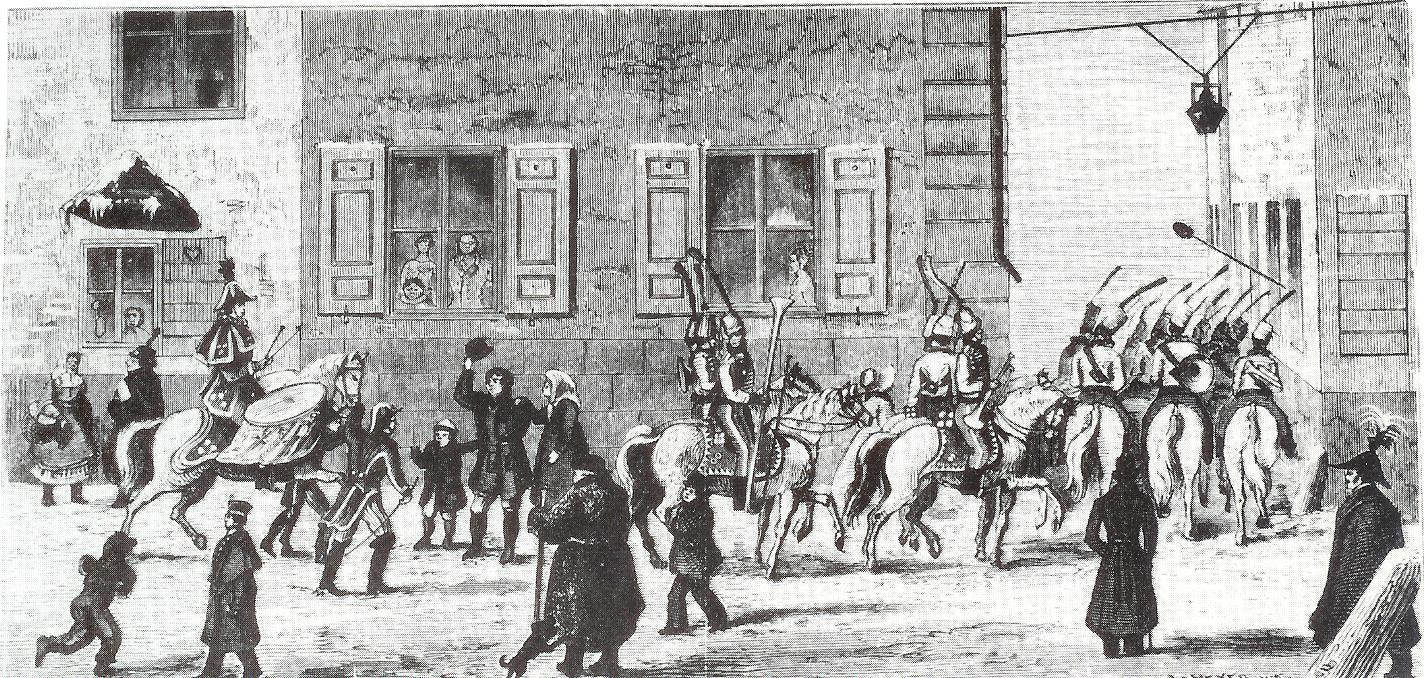
Das LDK, ca. 1820

## Geschichte
Als Gustav I. Wasa 1521 gekrönt wurde, hatten seine Gardes du Corps 2 Trompeter. 1526 stellte er ein erstes Reiterregiment auf – Uplands Ryttare (deutsch Uplands Reiter) mit einer Gliederung von 12 Kompanien zu je 2 Trompetern. Die Uplands Ryttare dienten in allen schwedischen Feldzügen und Kriegen bis 1927. Die Uplands ryttare wurden mit der Kungl. Lifgardet till häst (deutsch Königl. Leibgarde zu Pferd) zu einem Regiment mit fünf Schwadronen und einem berittenen, 16 Mann starken Trompeterkorps zusammengelegt. Der neue Name dieses Regiments war Kungliga Livregementet till häst (deutsch Königl. Leibregiment zu Pferde). 
1949 wurde das Kungliga Livregementet till häst aufgelöst und durch eine einzelne berittene Schwadron mit einem berittenen Trompeterkorps ersetzt. 1971 wurden sämtliche professionellen Musikkorps sowie das berittene Trompeterkorps in die „Regionsmusik“ außerhalb der Streitkräfte überführt; dabei behielten sie allerdings ihre militärmusikalischen Aufgaben bei. Das Trompeterkorps umfasste nun Stabstrompeter, Paukisten und 16 Musiker. Ab 1990 konnten wehrdienstleistende Musiker ihren Militärdienst wieder in dem berittenen Trompeterkorps absolvieren und ab 1992 waren sämtliche Stellen des Trompeterkorps, das nun wieder Teil der Leibgarde zu Pferd war, mit Wehrdienstleistenden besetzt. Als die allgemeine Wehrpflicht 2010 abgeschafft wurde, wurden wieder professionelle Musiker angeworben und ab 2012 waren sämtliche Stellen mit professionellen Musikern besetzt.
Die spezielle Besetzung wurde unter dem Einfluss der großen Kavalleriemusikreform, die unter Wilhelm Wieprecht in Preußen zwischen 1824 und 1840 stattfand, entwickelt.

## Gliederung
Das Trompeterkorps besteht aus 30 Musikern – 27 Bläser und drei Schlagwerker, angeführt vom Chef des Trompeterkorps, seinem Stellvertreter, dem Musikdirektor und einem Stabstambour. Stabstambour ist Hauptwachtmeister (schwedisch Fanjunkare) Eugen Qvarnström, Musikdirektor ist David Björkman.

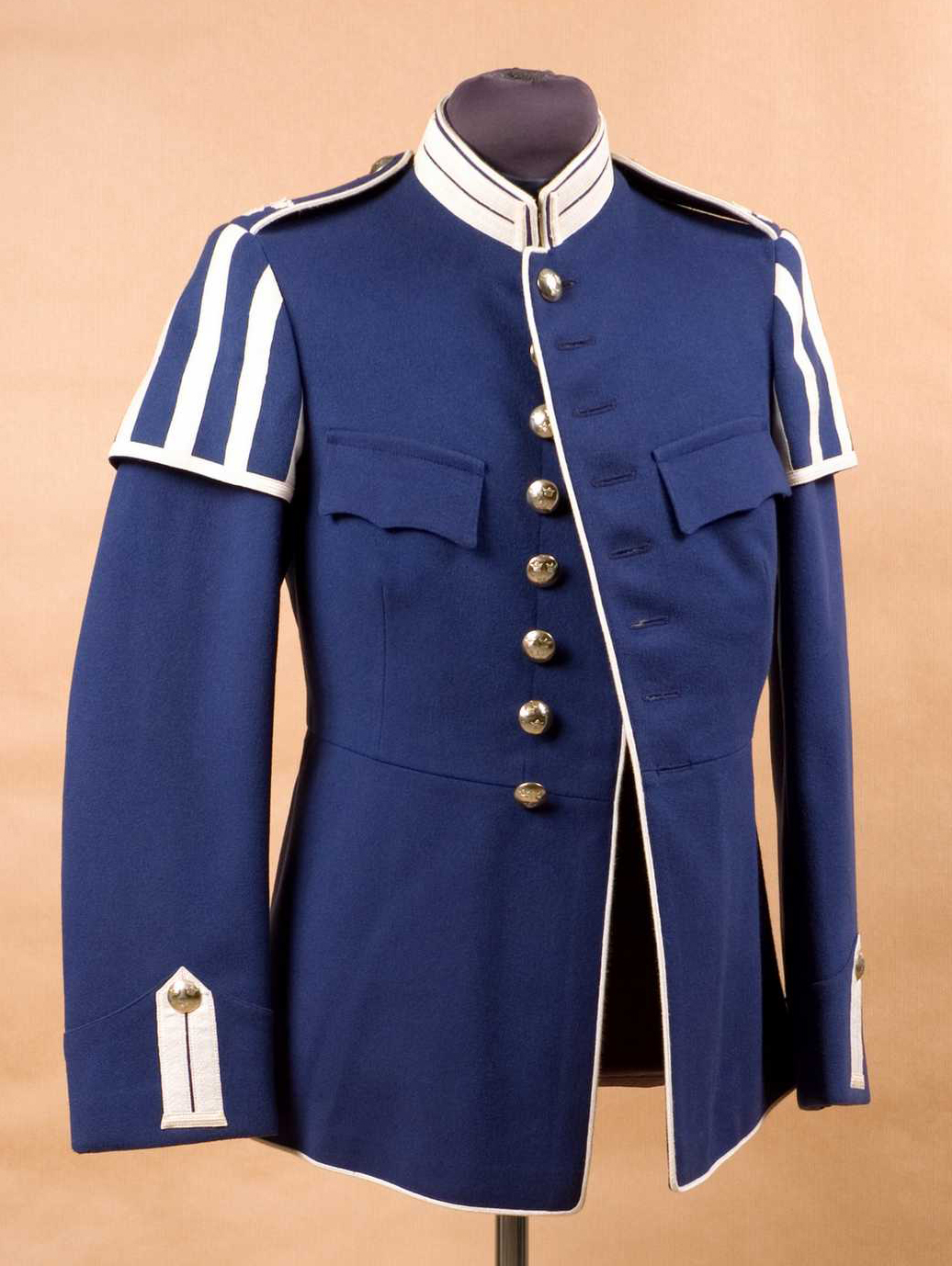
Waffenrock m/1895 für Musiker der Leibgarde zu Pferd mit Schwalbenestern (nur für Mannschaften)

## Adjustierung
Das Livgardets dragonmusikkår ist mit der Uniform m/1895 für die Leibgarde zu Pferd ausgestattet.
- Großer Paradeanzug: Helm mit Busch, Epauletten, Kartusche und Schärpe (nur für Portepéeträger).
- Kleiner Paradeanzug: wie Großer Paradeanzug mit der Ausnahme, dass am Helm kein Busch getragen und auf Schulterklappen verzichtet wird.
- Dienstanzug: Waffenrock mit Schulterklappen, Mütze.

## Pferde
Im Livgardets dragonmusikkår werden drei Pferderassen geritten:
- schwarze Shire Horses als Paukenpferde
- Kladruber-Schimmel (aus dem Nationalgestüt Kladruby nad Labem) werden von den Fanfarentrompetern geritten.
- Kornettisten, Hornisten, Basstrompeter und Tubisten reiten schwedische Halbblutfüchse.